# Manfred Voss (Lichtdesigner, 1938)

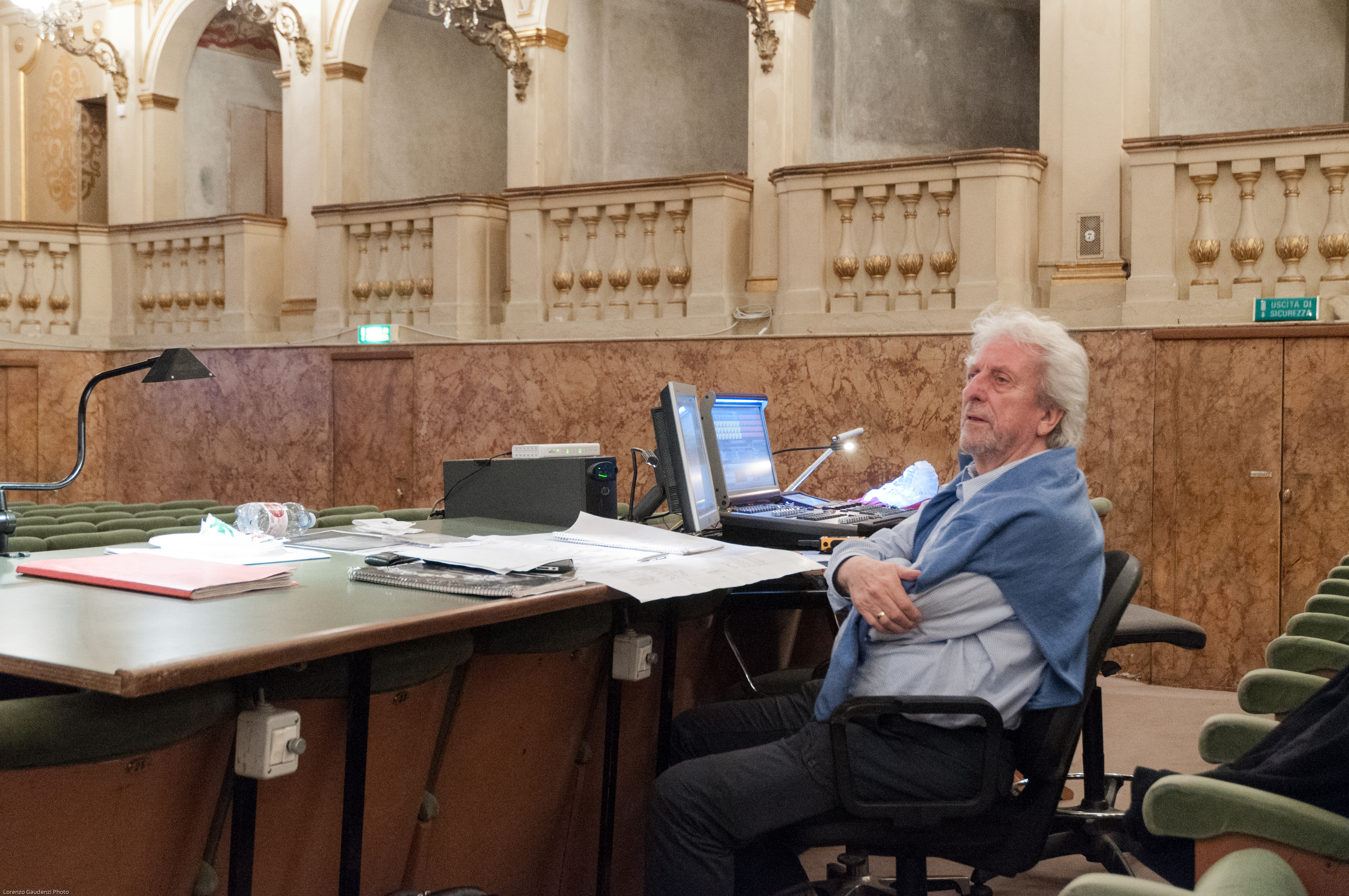
Manfred Voss im Teatro Comunale di Bologna

Manfred Voss (geboren am 21. August 1938; gestorben am 26. Oktober 2020) war ein deutscher Lichtdesigner, der an bedeutenden Opernhäusern arbeitete.

## Leben und Werk
Voss war ein Schüler Paul Eberhardts. Seine Laufbahn begann 1963 am Bremer Theater, während der Intendanz Kurt Hübners. Seinen Durchbruch als Lichtdesigner erarbeitete er sich 1976, als er in Patrice Chéreaus Jahrhundertring bei den Bayreuther Festspielen das Licht gestaltete.
Von 1976 bis 2003 verantwortete Voss das Lichtdesign bei allen Bayreuther Neuinszenierungen. Heiner Müller, Regisseur der Festspielinszenierung von Tristan und Isolde 1993, nannte ihn schlicht: „King of Light“. Voss gestaltete das Licht für insgesamt neun Ring-Zyklen, darunter die Bayreuth-Inszenierungen von Harry Kupfer (1991), Alfred Kirchner (1997) und Jürgen Flimm (2000).
Von 1990 bis 1995 war Voss zudem an der Staatsoper Hamburg tätig, von 1995 bis 2003 fungierte er als Künstlerischer Leiter der Beleuchtung an den Bühnen der Stadt Köln. Gastengagements führten ihn unter anderem nach Berlin, München, Leipzig, Wien, Athen, Rom, Catania, Paris, Barcelona, Bilbao, Tokio, Rio de Janeiro, Amsterdam, St. Petersburg, Montpellier, Venedig, San Francisco, Bologna, Florence,  Kopenhagen und zu den Salzburger Festspielen. Dort leuchtete er 2004 King Arthur, 2005 Mitridate, re di Ponto, 2006 Lucio Silla und 2010 die Lulu von Alban Berg aus.
Voss arbeitete und arbeitet mit namhaften Regisseuren zusammen, unter ihnen Ruth Berghaus, Robert Carsen, Willy Decker, Giancarlo del Monaco, Achim Freyer, Andreas Homoki, Peter Konwitschny, Jean-Pierre Ponnelle, Guy Joosten und Johannes Schaaf.

## Weitere wichtige Opernproduktionen
- 2001: Nabucco – Staatsoper Wien, Dirigent: Fabio Luisi, Regie: Günter Krämer (gemeinsam mit Petra Buchholz auch Bühnenbild)
- 2004: Falstaff – Bayerische Staatsoper, München, Dirigent: Zubin Mehta, Regie: Eike Gramss
- 2006: Lucio Silla – Theater an der Wien, Dirigent: Nikolaus Harnoncourt, Regie: Claus Guth
- 2008:  Ariadne auf Naxos – Bayerische Staatsoper, München, Dirigent: Kent Nagano, Regie: Robert Carsen
- 2008: La clemenza di Tito – Oper Oslo, Dirigent: Rinaldo Alessandrini, Regie: Peter Konwitschny
- 2009: Macbeth – Staatsoper Wien, Dirigent: Guillermo García Calvo, Regie: Vera Nemirova
- 2013: Lucrezia Borgia – Théâtre Royal de la Monnaie, Bruxelles, Dirigent: Julian Reynolds, Regie: Guy Joosten
- 2013: Attila – Theater an der Wien, Dirigent: Riccardo Frizza, Regie: Peter Konwitschny
- 2014: Jenůfa – Theater Augsburg, Dirigent: Dirk Kaftan, Regie: Peter Konwitschny
- 2015: Elektra – Teatro Comunale Bologna, Dirigent: Lothar Zagrosek, Regie: Guy Joosten

## Auszeichnung
- 2003: Deutscher Bühnenpreis Opus